# 伊善提 (明尼蘇達州)
伊善提（英語：Isanti，/aɪˈsænti/ eye-SAN-tee）是一個位於美國明尼蘇達州伊善提縣的城市。

## 人口
根據2020年美國人口普查的數據，伊善提的面積為13.29平方千米，當中陸地面積為13.19平方千米，而水域面積為0.10平方千米。當地共有人口6804人，而人口密度為每平方千米512人。